# Alburnus arborella
Alburnus arborella — вид коропоподібних риб роду верховодка (Alburnus), родини ялецевих (Leuciscidae).

## Ареал
Вид поширений на півночі Італії, прикордонних районах Швейцарії, в Словенії та Хорватії. Прісноводна риба, що мешкає в озерах і струмках.

## Опис
Виростає до 10 см завдовжки, зрідка до 20 см. Забарвлення зеленувате з сріблястими відблисками на боках і спині, біле на череві. Він дуже схожий на верховодку звичайну (Alburnus alburnus), європейський вид, що відсутній в Італії, та на італійського ендеміка Alburnus albidus. Його можна відрізнити від першого за розвиненішим анальним плавцем, більшій кількості розділених променів в анальному плавці (13-16, порівняно з 11-13 у A. alburnus), наявністю черевного кіля, покритого лускою, і ледь помітною темною бічною лінією (повністю відсутню в alburnus), яка стає дуже помітною на зразках, збережених у спирті чи формаліні (збережені зразки з A. alburnus її немає або її просто видно). Він відрізняється від A. albidus головним чином нахиленим ротом, тоді як в останнього він майже горизонтальний.

## Харчування
Живиться планктоном і личинками комах. Нереститься на мілині та вздовж берегів.

## Загрози та значення
Це численна риба, і вона не вважається зникаючим видом. Його ловлять як спортивні, так і професійні рибалки, особливо в озерах. М'ясо смачне, його можна смажити або консервувати та має значну комерційну цінність.